# Streptokinaza
Streptokinaza (SK) je protein koji izlučuje nekoliko vrsta streptokoka. On se vezuje za i aktivira ljudski plazmin. SK se koristi kao efektivan i jeftin trombolitički lek u pojedinim slučajevima srčanog udara i plućne embolije. Streptokinaza pripada grupi lekova poznatih kao fibrinolitici.

## Spoljašnje veze
|  | Molimo Vas, obratite pažnju na važno upozorenje u vezi sa temama iz oblasti medicine (zdravlja). |